# 志摩國
志摩國（日语：〔〕／ Shimanokuni */?），日本古代的令制國之一，屬東海道，又稱志州。志摩國的領域即為現在三重縣東部的志摩半島。

## 郡
- 1郡制　飛鳥時代
  - 志摩郡

- 2郡制　天平時代
  - 英虞郡（佐藝郡）
  - 答志郡

## 相關項目
- 日本令制國列表
- 志摩市
- 鳥羽市